# Fondazione di Milano
(Strabone, Geografia, V, 1.6.)
La fondazione della città di Milano, secondo la tradizione leggendaria riportata da Tito Livio e poi ripresa in epoca medioevale da Bonvesin de la Riva, avvenne nel VI secolo a.C. nel luogo dove fu trovata una scrofa semilanuta, per opera della tribù celtica guidata da Belloveso, che sconfisse gli Etruschi, popolo che fino ad allora aveva dominato la zona.
Secondo un'altra tradizione leggendaria, riportata da Bernardino Corio nella sua Storia di Milano che l'attribuisce a Catone, Milano fu fondata da Medo e Olano, due comandanti etruschi durante l'espansione di questa civiltà nella cosiddetta "Etruria padana". Plinio il Vecchio, nella sua Naturalis historia, attribuisce genericamente ai Celti la fondazione della città, senza però entrare nel dettaglio.
Secondo gli storici moderni, invece, Milano fu fondata intorno al 590 a.C., forse con il nome di Medhelan, nei pressi di un santuario da una tribù celtica facente parte del gruppo degli Insubri e appartenente alla cultura di Golasecca. In particolare, il santuario che diede origine a Milano era situato nei pressi della moderna piazza della Scala.
L'antico abitato celtico, che fu in seguito ridenominato dagli antichi Romani, come è attestato da Tito Livio, Mediolanum, venne poi, da un punto di vista topografico, sovrapposto e sostituito da quello romano. La città romana fu poi a sua volta gradualmente sovrapposta e rimpiazzata da quella medievale. Il centro urbano di Milano è quindi costantemente cresciuto a macchia d'olio, fino ai tempi moderni, attorno al primo nucleo celtico. L'originario toponimo celtico Medhelan mutò poi, come testimoniato da un graffito in lingua celtica presente su un tratto delle mura romane di Milano che risale a un periodo successivo alla conquista romana della Gallia Cisalpina, in Mesiolano.

## Origine del nome

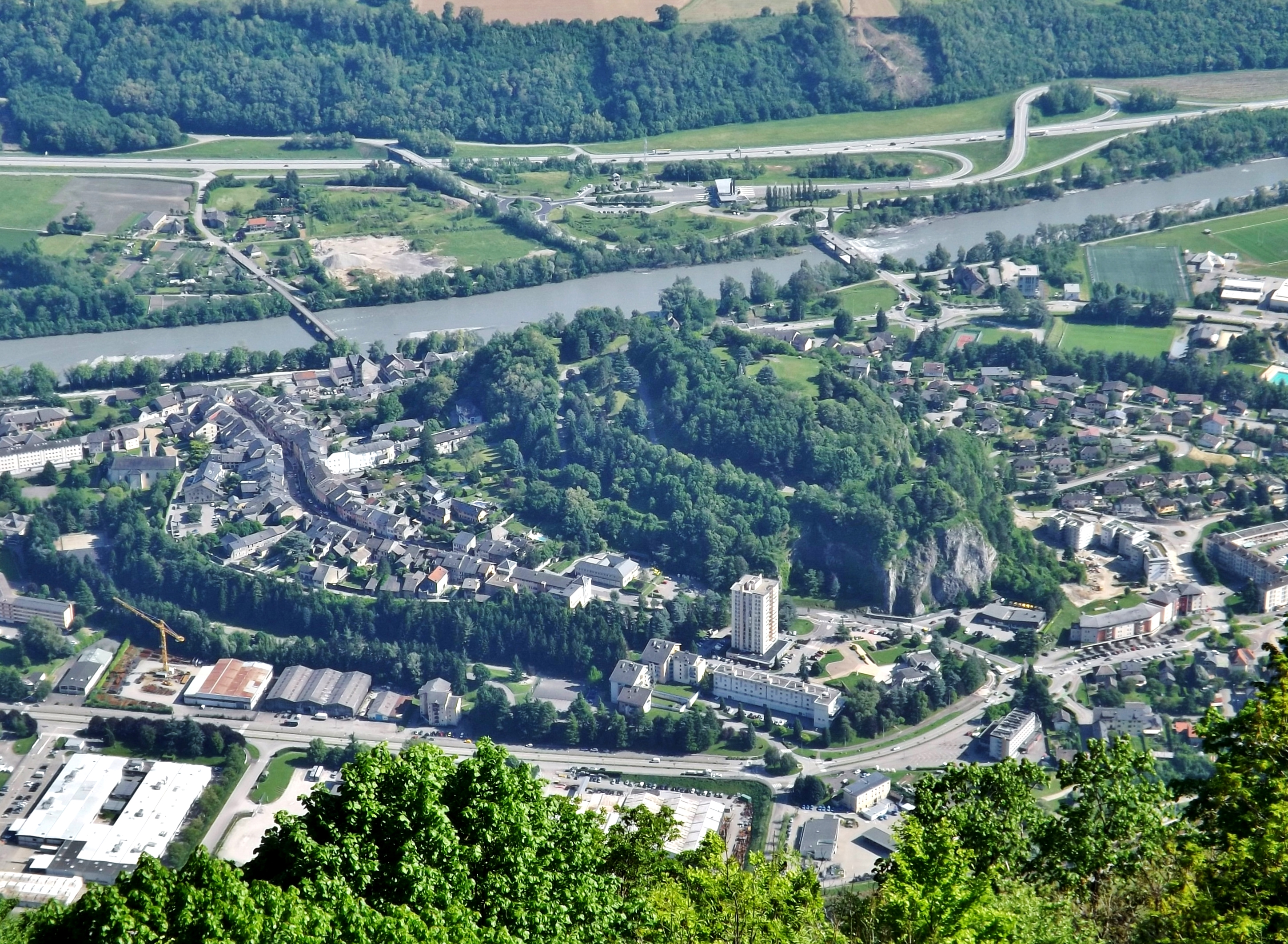
Veduta aerea di Montmélian, comune francese della Savoia, altro moderno centro abitato anticamente chiamato Mediolanum

Nel toponimo Mediolanum, da cui deriva "Milano", i linguisti riconoscono, tradizionalmente, un termine composto formato dalle parole medio e planum, ovvero "in mezzo alla pianura" o "pianura di mezzo", con planum divenuto lanum per influsso della lingua celtica. Indicativa è infatti la caduta della p- di inizio di parola, che è tipico della parlata celtica.
Mediolanum potrebbe a sua volta derivare dall'originario toponimo celtico Medhelan, con il significato di  "in mezzo alla pianura", vista la sua posizione centrale nella Pianura Padana, oppure di "luogo fra corsi d'acqua" (celt. medhe = "in mezzo, centrale"; land o lan = "terra"), data la presenza dei fiumi Olona, Lambro, Seveso e dei torrenti Nirone e Pudiga; altre ipotesi individuano invece il significato di Medhelan in "santuario centrale" (celt. medhe = "in mezzo, centrale"; lanon = "santuario") oppure in "terra fertile" (celt. med = "fertile"; land o lan = "terra").
Il suono dh, scomparso dal dialetto milanese moderno, era invece presente nell'idioma locale antico parlato un tempo a Milano. Esso si trova, tra gli altri, oltre che in Medhelan, nei vocaboli antichi milanesi doradha (it. "dorata"), crudho (it. "persona brusca"), mudha (it. "cambia") e ornadha (it. "ornata"). In dialetto milanese, il nome più antico di cui è giunta traccia documentata è invece Miran.

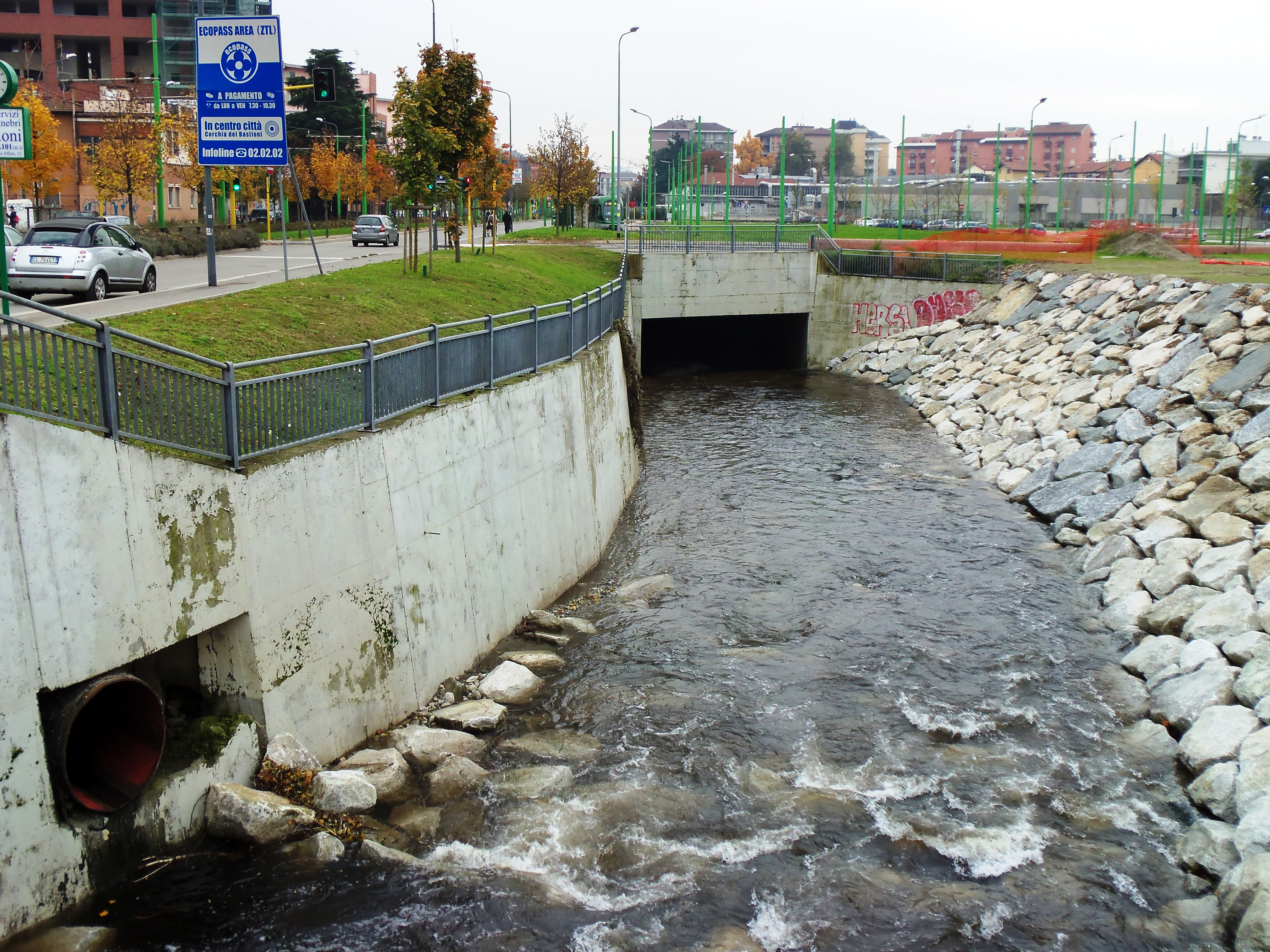
L'inizio della "tombinatura" del Seveso a Milano nel quartiere di Niguarda, in via Ornato

Vi sono state decine di Mediólanon (nome dato dagli etnografi greci alle varie Medhelan) in tutta l'Europa celtica, soprattutto in Francia, tutte accomunate dalla medesima etimologia.

## Luogo di fondazione
Sulla scelta del luogo di fondazione di Milano oggi si avanzano tre supposizioni, più plausibili rispetto alle ipotesi leggendarie fatte da Tito Livio, che si basano sull'etimologia del nome Medhelan e sulle indagini archeologiche compiute in tempi moderni sul territorio milanese:
1. la scelta del luogo potrebbe essere stata dettata dalla presenza della "linea dei fontanili" laddove vi è l'incontro, nel sottosuolo, tra strati geologici a differente permeabilità, tipo di terreno che permette alle acque profonde di riaffiorare spontaneamente in superficie[20]. Ciò potrebbe significare che Medhelan sia nata su una lingua di terra che originariamente dava su una palude, in un luogo quindi ben difendibile.
2. potrebbe essere stata determinante la presenza di cinque corsi d'acqua nei suoi dintorni[11]: il Seveso e il Lambro a est, e il Pudiga, il Nirone e l'Olona a ovest.
3. Medhelan potrebbe, infine, essere stata fondata nei pressi di un importante e preesistente santuario celtico che era situato nei pressi della moderna piazza della Scala.

## Mappa

Mappa dell'idrografia e del territorio originario di Milano prima delle modifiche compiute dagli antichi Romani. L'area paludosa indicata sulla mappa come pantano diventò poi, grazie a lavori di bonifica, il porto fluviale romano di Milano. Il centro del villaggio celtico era situato nei pressi della moderna piazza della Scala, dove era presente il santuario principale della comunità, mentre il successivo villaggio romano venne situato nei pressi l'odierna piazza San Sepolcro. Al centro del villaggio romano fu poi costruito il foro romano di Milano

## Le fonti antiche
(Tito Livio, Historiae, 5, 34)

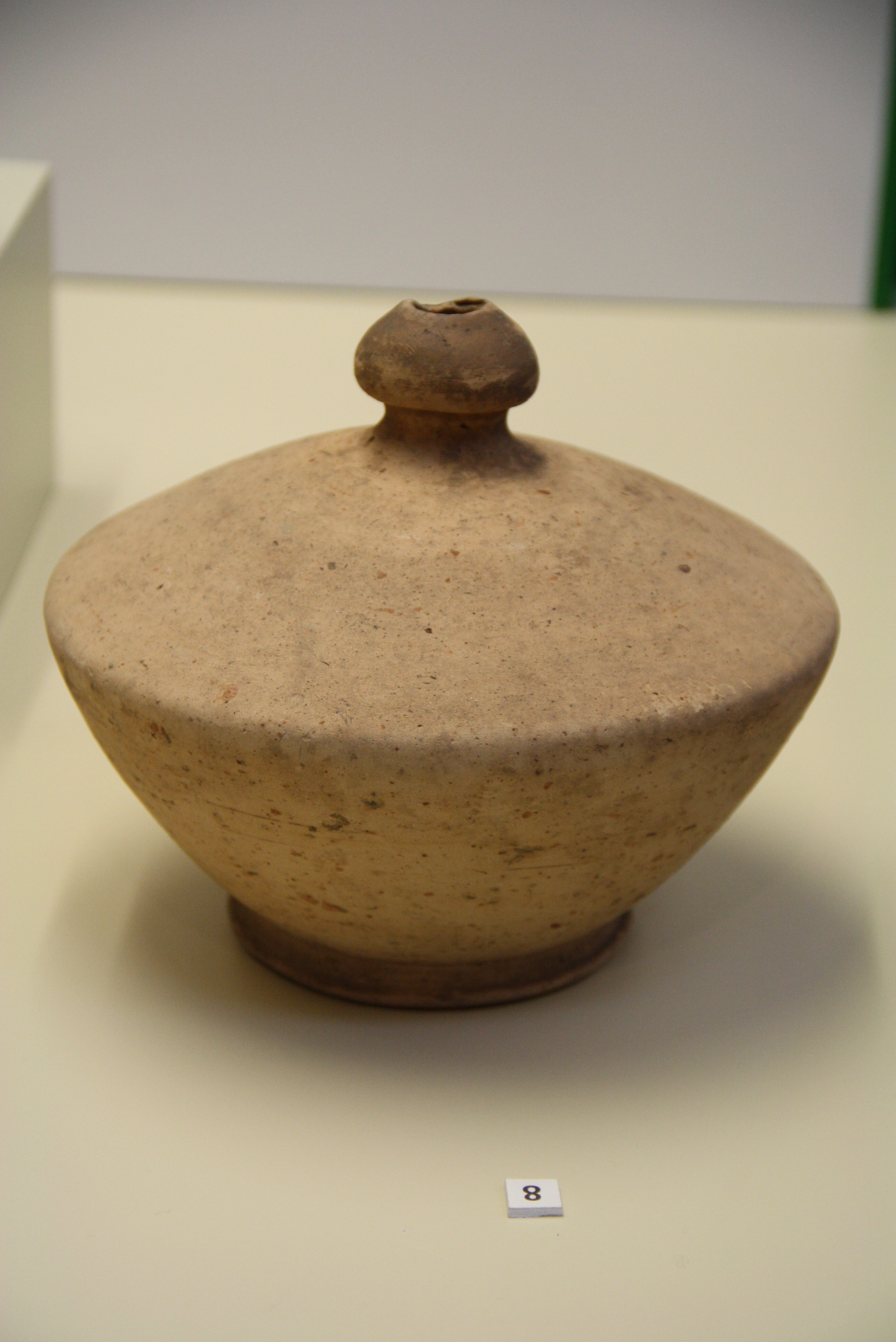
Vaso a trottola di fabbricazione celtica, risalente al periodo precedente la conquista romana (III-II secolo a.C.), che è conservata al Civico museo archeologico di Milano

Secondo la tradizione tramandata da Tito Livio ripresa in epoca medioevale da Bonvesin de la Riva, la fondazione di Milano sarebbe avvenuta per opera di popolazioni celtiche provenienti dai territori al di là delle Alpi e guidate dalla mitica figura di Belloveso, nipote del re dei Celti biturigi, tra la fine del VII e gli inizi del VI secolo a.C.
Queste tribù avrebbero sconfitto gli Etruschi nella battaglia del Ticino e si sarebbero poi insediate in un territorio già abitato dagli Insubri, che avevano dato il nome alla regione. I racconti leggendari sulla fondazione di Milano si intrecciano anche con la mitica scrofa semilanuta (medio lanum, ovvero "semilanuta" in latino, da cui deriverebbe, secondo la leggenda, il toponimo latino Mediolanum), che avrebbe indicato a Belloveso il luogo in cui fondare un santuario, essendo stata avvistata sotto un biancospino, pianta sacra alla dea celtica Belisama.
Secondo un'altra tradizione leggendaria, riportata da Bernardino Corio nella sua Storia di Milano che l'attribuisce a Catone, Mediolanum fu fondata da Medo e Olano, due comandanti etruschi durante l'espansione di questa civiltà nella cosiddetta "Etruria padana".
Plinio il Vecchio nella sua Naturalis historia attribuisce invece direttamente agli Insubri la fondazione di Milano, mentre Strabone sostiene che il legame dell'antico villaggio di Mediolanum con gli Insubri perdurasse ancora ai suoi tempi. Anche Polibio aveva già in precedenza dato prova della presenza degli Insubri nella regione e della loro importanza.
(Strabone, Geografia, V, 1.6.)
(Polibio, Storie, 2,17.)

## Il santuario celtico e lo sviluppo di Medhelan

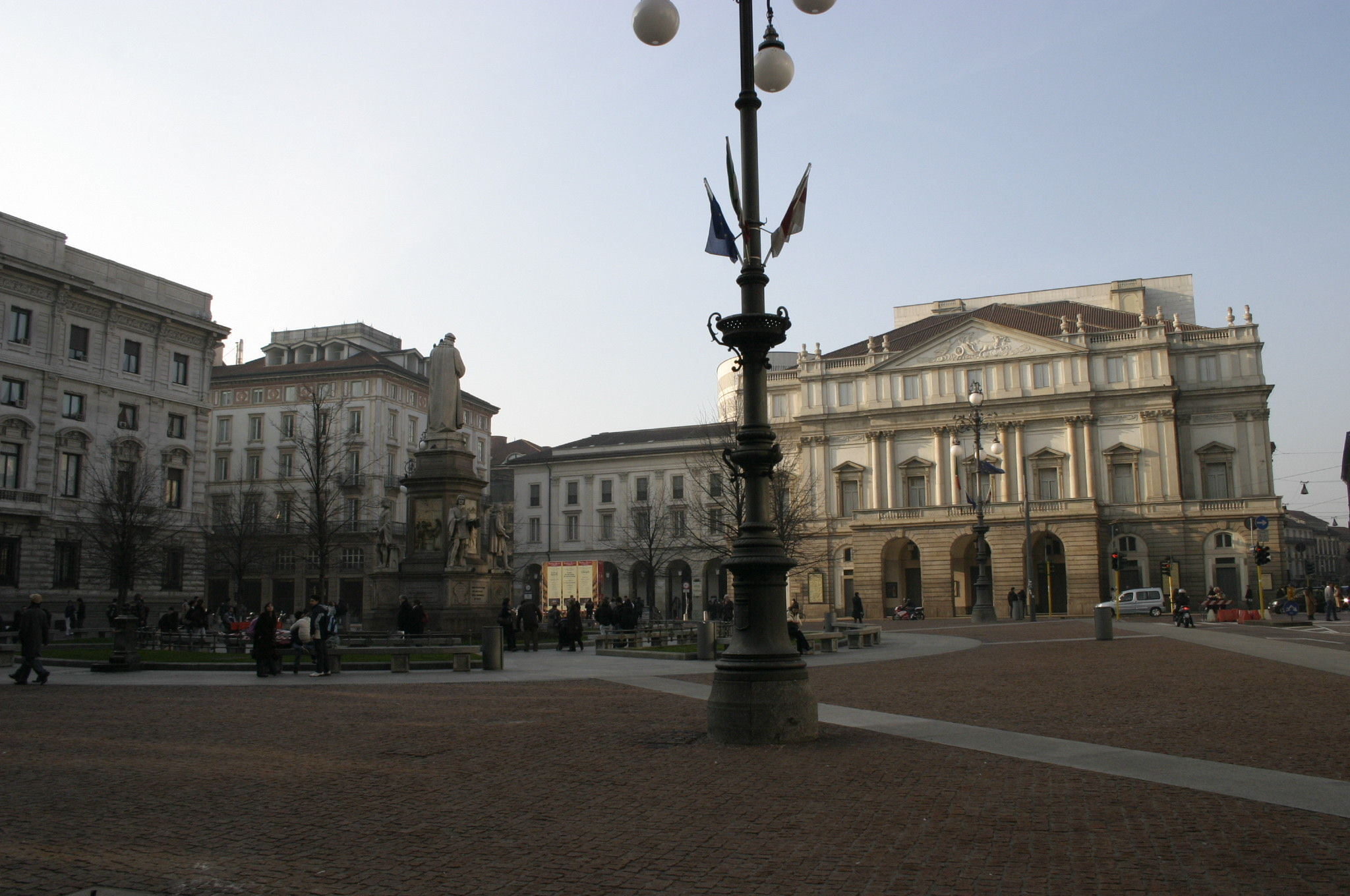
La moderna piazza della Scala, dove probabilmente era situato il santuario celtico di Medhelan

Secondo gli storici Milano fu fondata, forse con il nome di Medhelan, da una tribù celtica facente parte della tribù degli Insubri e appartenente alla cultura di Golasecca intorno al 590 a.C. nei pressi di un santuario. Come dimostrano prove archeologiche raccolte nel XIX secolo, Milano probabilmente nacque come un piccolo villaggio, che un po' alla volta andò ingrandendosi.
Medhelan, in particolare, si sviluppò intorno a un santuario, che era la zona più antica del villaggio. Il santuario, che era costituito da una zona boscosa a forma di ellisse con una radura centrale, era allineato secondo precisi punti astronomici. Per tale motivo, era utilizzato per raduni religiosi, soprattutto in particolari momenti celebrativi. Il santuario di Medhelan era un'ellisse avente gli assi di 443 m e 323 m situato all'incirca nei pressi di piazza della Scala. Al santuario ci si arrivava tramite alcuni sentieri: alcuni di questi tracciati vennero mantenuti anche degli antichi Romani quando realizzarono nella zona edifici in muratura, che sostituirono le capanne in legno e paglia dei Celti.
Il profilo urbanistico basato su questi primigeni sentieri, e sulla forma del santuario, giunsero, in alcuni casi, fino al XIX secolo e anche oltre. Ad esempio il tracciato delle moderne corso Vittorio Emanuele, piazza del Duomo, piazza Cordusio e via Broletto, che è curvilineo, potrebbe corrispondere al lato sud dell'ellisse dell'antico santuario di Medhelan. I santuari celtici, e quello di Medhelan non era un'eccezione, erano provvisti di un fossato, che aveva lo scopo di definire sacralmente lo spazio urbano, distinguendo il "dentro" e il "fuori", e contemporaneamente doveva proteggerlo dalle acque che scorrevano nel territorio. 

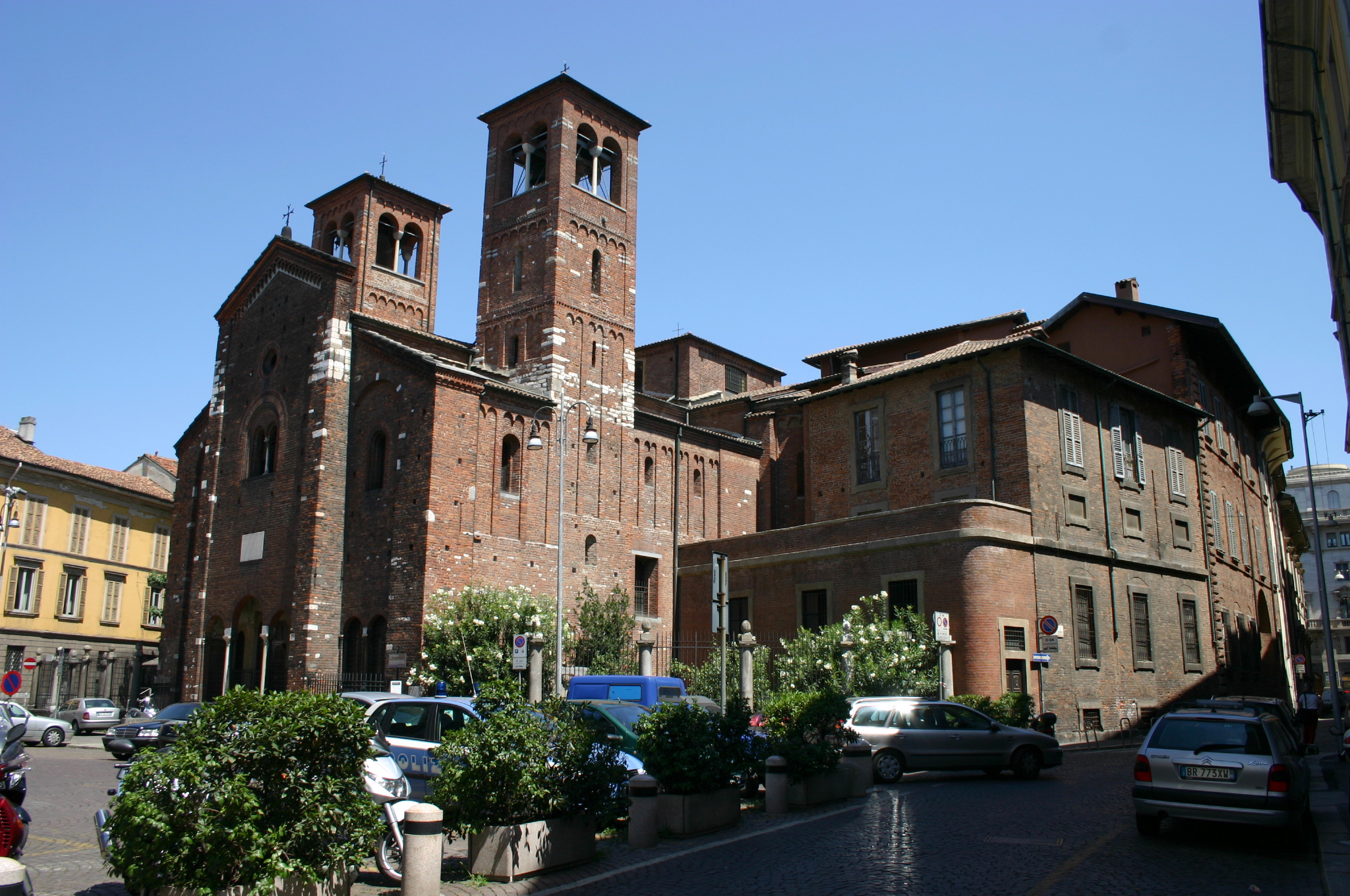
La moderna piazza San Sepolcro, dove era situato il centro militare di Medhelan

Un asse del santuario di Medhelan era allineato verso la levata eliaca di Antares, mentre l'altro verso la levata eliaca di Capella. Quest'ultima coincideva con una festa celtica primaverile celebrata il 24 marzo, mentre la levata eliaca di Antares corrispondeva con l'11 novembre, che apriva e chiudeva l'anno celtico e che coincideva con il punto dove sorgeva il Sole al solstizio d'inverno. Circa due secoli dopo la realizzazione del santuario celtico iniziarono a essere costruite, intorno ad esso, i primi insediamenti abitativi. Medhelan si trasformò quindi da semplice centro religioso a centro urbano e poi militare, diventando pertanto un villaggio vero e proprio.
Le prime abitazioni furono realizzate poco più a sud del santuario celtico, nei pressi del moderno Palazzo Reale. In seguito, con la crescita del centro abitato, vennero realizzati altri edifici importanti per la comunità di Medhelan. Venne innanzitutto eretto un tempio dedicato alla dea Belisama, che si trovava nelle vicinanze del moderno Duomo di Milano. Poi fu realizzato, nei pressi della moderna via Moneta, che si trova vicino all'odierna piazza San Sepolcro, un edificio fortificato con funzioni militari che era circondato da un fossato difensivo.

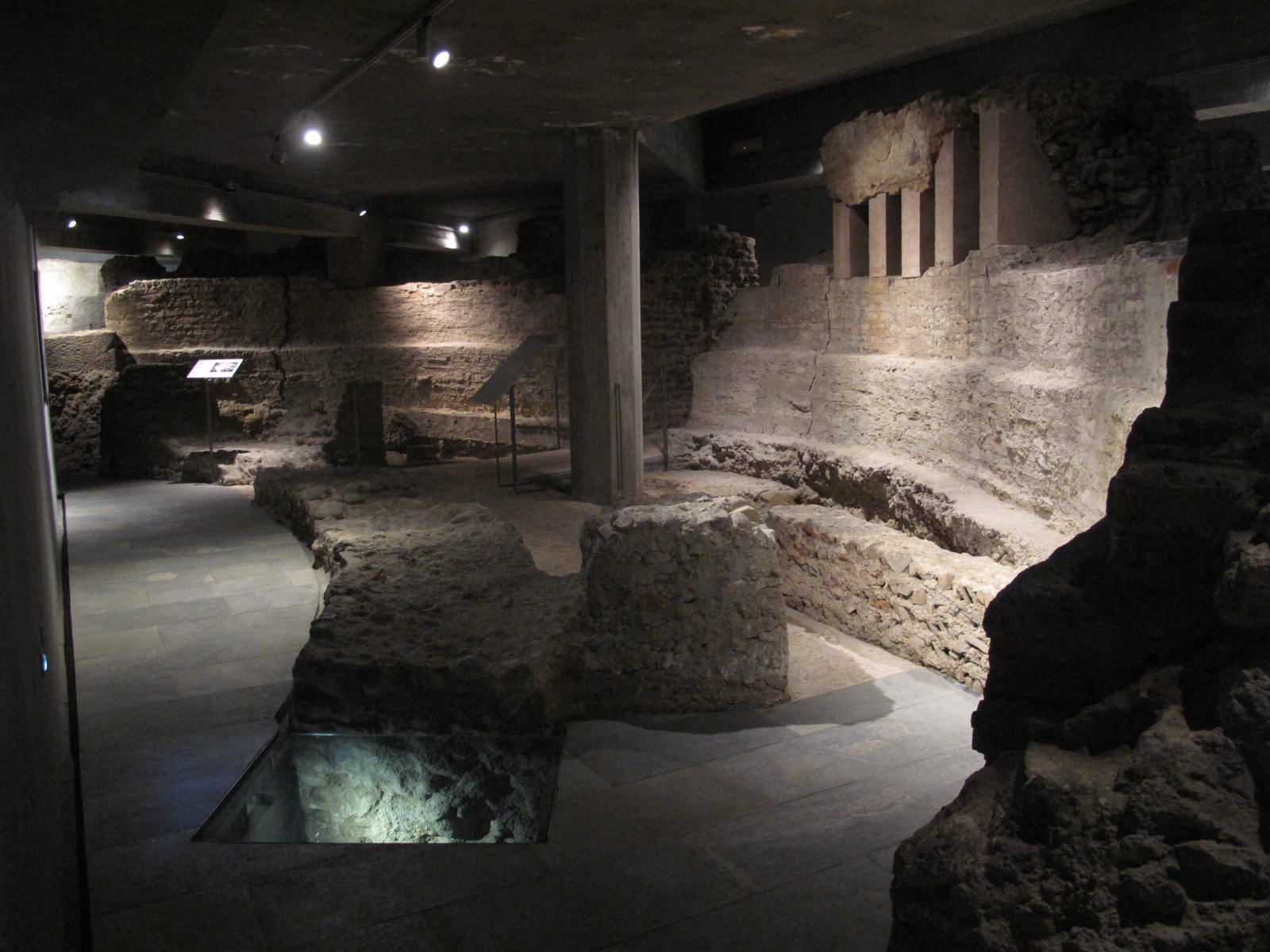
Le rovine della basilica di Santa Tecla, che si trovano sotto il Duomo di Milano. Tra esse sono stati trovati resti di un tempio, forse di quello celtico dedicato a Belisama oppure del successivo tempio romano dedicato a Minerva

Secondo alcuni studiosi nell'attuale tessuto urbano di Milano è tuttora leggibile una seconda zona urbanisticamente ellittica, oltre a piazza della Scala, che anticamente sarebbe potuta appartenere al santuario dell'antica Medhelan celtica. È il quartiere intorno alla Biblioteca Ambrosiana in piazza San Sepolcro, ovvero dove sarà situato anche il futuro villaggio romano, chiamato Mediolanum, che ha sostituito l'originario villaggio celtico di Medhelan. Il centro cittadino romano fu infatti l'evoluzione del castrum, ovvero del primigenio accampamento militare romano poi trasformato in insediamento abitato dopo la conquista di Medhelan da parte dei Romani, che fu posizionato in questo luogo per motivi strategici: nella moderna piazza San Sepolcro era infatti presente, come già accennato, il centro militare di Medhelan grazie al già citato edificio fortificato provvisto di fossato difensivo.
In ogni caso, oltre al profilo degli edifici moderni, non sono stati trovati riscontri archeologici tangibili, sia per quanto riguarda piazza San Sepolcro che per piazza della Scala, nonostante siano stati compiuti nel corso del tempo diversi scavi. Il luogo dove sarebbe stata più probabile la presenza del santuario è quindi piazza della Scala, visti i suoi richiami astronomici, mentre la moderna piazza San Sepolcro sarebbe stato il centro militare del villaggio celtico.
In base a questa ipotesi, il racconto liviano potrebbe dunque riferirsi più specificamente alla fondazione rituale di un luogo sacro (celt. medhe = "in mezzo, centrale"; lanon = "santuario") nel posto indicato dai segni della scrofa semilanuta bianca (il già citato in medio lanae, ovvero "semilanuta" in latino, da cui deriverebbe, secondo la leggenda, il toponimo latino Mediolanum) e del biancospino, sacro alla dea celtica Belisama, a cui ben si accorda il carattere spiccatamente religioso della figura di Belloveso. Intorno a questo primitivo santuario si sarebbe quindi sviluppato il "villaggio" celtico di cui parla Strabone.
L'oppidum celtico di Medhelan conoscerà poi un grande sviluppo dopo la conquista dei Romani. Tra il II e il I secolo a.C. la Milano romana raggiunse gli 80 ettari di estensione, fissata dalla cinta muraria di epoca romana cesariana. L'impianto urbanistico della città romana sembra aver sostanzialmente rispettato, come già accennato, l'organizzazione spaziale dell'oppidum celtico, definito dalle vie di comunicazione protostoriche, tra cui i sentieri che portavano al santuario. I Romani identificheranno poi Belisama con Minerva. Non è infatti un caso che il tempio romano dedicato a Minerva, i cui resti sono stati rinvenuti sotto l'attuale Duomo, possa essere sorto sul già citato tempio celtico dedicato alla dea Belisama. L'originario toponimo celtico Medhelan mutò poi, come testimoniato da un graffito in lingua celtica presente su un tratto delle mura romane di Milano che risale a un periodo successivo alla conquista romana della Gallia Cisalpina, in Mesiolano.

## I ritrovamenti archeologici

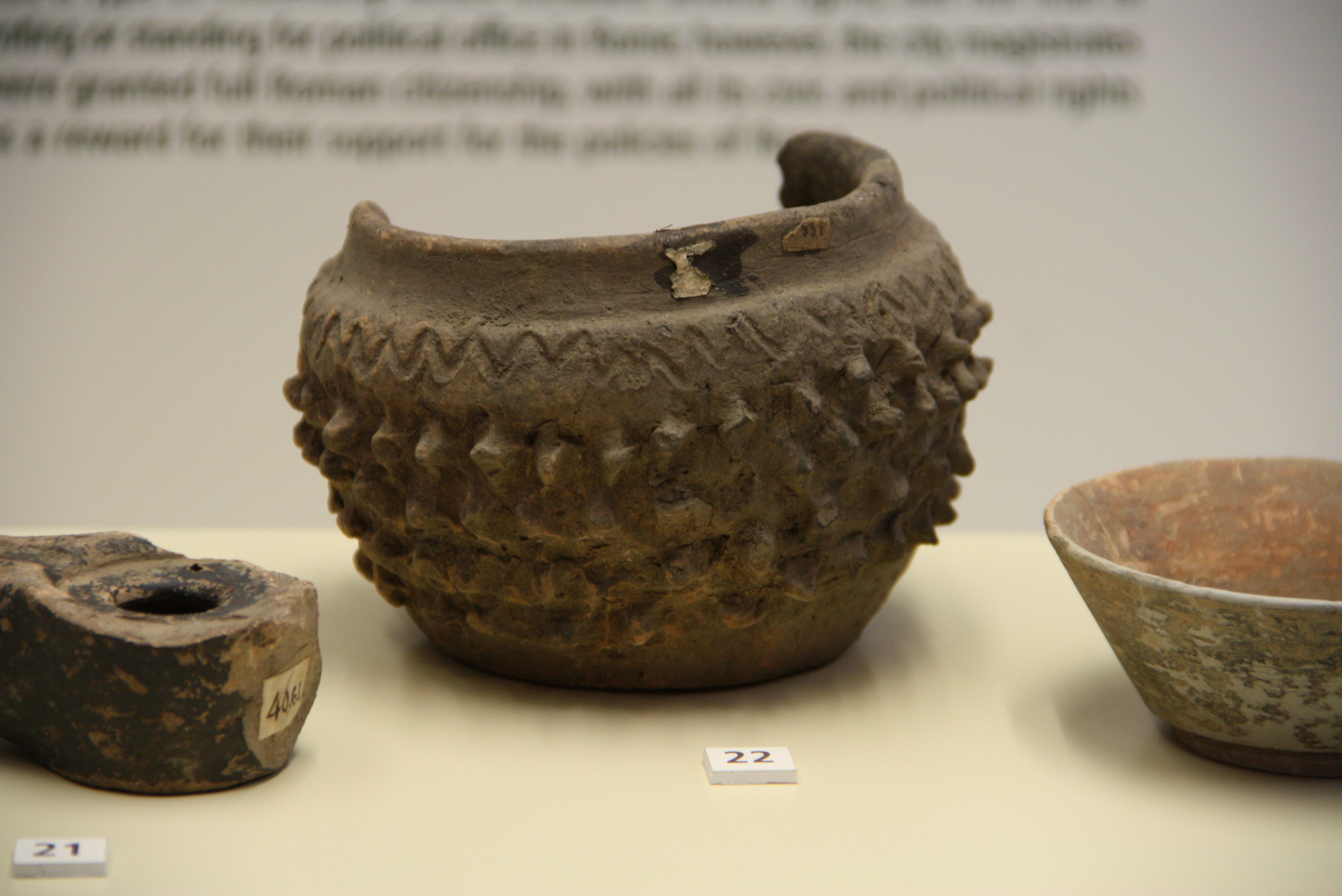
Olletta celtica risalente al periodo precedente alla conquista romana (III-II secolo a.C.), che è conservato al Civico museo archeologico di Milano

La continuità di vita, per molti secoli, nello stesso luogo, come nel caso di Milano, ha profondamente danneggiato il deposito archeologico, ma l'adozione di rigorose tecniche di scavo stratigrafico ha consentito di fare molti passi avanti nella conoscenza della protostoria della città.
Nel II millennio a.C., durante l'età del bronzo, si erano formati nel territorio tra il Ticino e l'Adda i primi villaggi stabili. Nel I millennio a.C., nell'ambito della cultura di Golasecca, nella prima età del ferro, sono stati scoperti tre centri principali appartenenti a questa cultura preistorica: Bellinzona, Sesto Calende - Golasecca - Castelletto Ticino e Como. Gli ultimi due, in particolare, si trovavano lungo importanti itinerari commerciali, facilitati dalla vicinanza con i corsi d'acqua, che mettevano in comunicazione il Mediterraneo con i territori oltre le Alpi: risalendo il fiume Toce si arrivava dal lago Maggiore al passo del Sempione, mentre seguendo il Ticino si arrivava al passo del San Gottardo, da cui si accedeva alle valli del Reno e del Rodano.
Nel V secolo a.C. si assistette al declino dei centri golasecchiani posti lungo il corso del Ticino, probabilmente a vantaggio di una rete di traffici gravitante attorno al nuovo centro celtico insubre di Medhelan. La carta di distribuzione dei ritrovamenti della prima età del ferro mostra che il l'insediamento golasecchiano di Medhelan (V secolo a.C.) occupasse un'area di circa 12 ettari nei pressi della moderna piazza San Sepolcro.

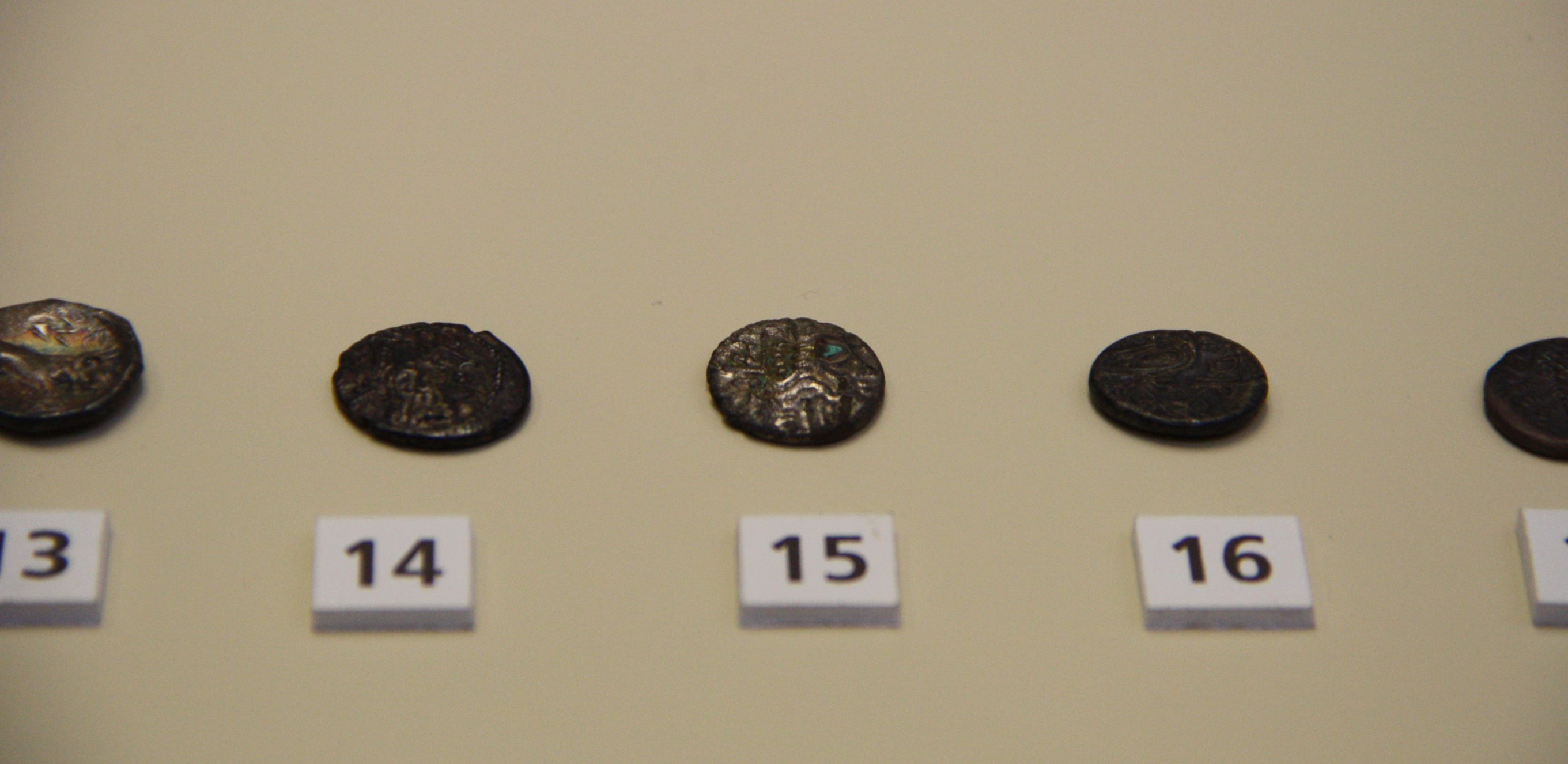
Dracme celtiche in argento, coniate a Milano ad imitazione delle dracme greche di Massalia (Marsiglia), risalenti al periodo precedente alla conquista romana (II-I secolo a.C.), che sono conservate al Civico museo archeologico di Milano. Alcune riportano scritte in caratteri etruschi

L'invasione di popolazioni celtiche provenienti dalla Gallia e dalla Boemia del IV secolo a.C. segnò convenzionalmente il passaggio dalla prima alla seconda età del ferro in Italia settentrionale. A differenza di altre popolazioni del Nord Italia, però, gli Insubri seppero resistere all'invasione mantenendo un'identità di popolo. In base ai ritrovamenti archeologici, l'oppidum celtico doveva avere medesima localizzazione ed estensione dell'insediamento golasecchiano, che era più antico, ma non sono mai venute alla luce opere difensive urbane, probabilmente costruite in legno e terra, evento che spiega l'attribuzione della definizione di "villaggio" da parte di Polibio e Strabone.
In corrispondenza dell'attuale Biblioteca Ambrosiana, a piazza San Sepolcro, gli scavi archeologici hanno rivelato la presenza, sotto il pavimento in pietra risalente al I secolo d.C. del foro romano di Milano, di un quartiere di abitazioni in legno risalente all'abitato celtico golasecchiano del V secolo a.C.. Altri ritrovamenti di rilievo ascrivibili all'epoca celtica sono stati trovati lungo il lato sud-ovest di Palazzo Reale, dove sono stati scoperti, cinque metri sotto il moderno sedime stradale, resti di abitazioni e di una fornace che risalgono a un periodo compreso tra il V e il IV secolo a.C.
Tra i resti della basilica di Santa Tecla, che si trovano sotto il Duomo di Milano, si trova ciò che rimane di un edificio a base quadrata avente lato di 17 m forse associabile al citato tempio dedicato a Belisama, oppure a un successivo tempio romano dedicato a Minerva. In via Moneta è stato invece rinvenuto il fossato dell'edificio militare fortificato precedentemente menzionato, che risaliva al IV secolo a.C.